# Seventh Air Force
La Seventh Air Force 7AF   7a aviazione  è una forza aerea numerata della Pacific Air Forces. Il suo quartier generale è situato presso la base aerea di Osan, in Corea del Sud.

## Organizzazione
Attualmente, al maggio 2017, essa controlla:
- 8th Fighter Wing, Kunsan AB, Corea del Sud
- 51st Fighter Wing, Osan AB, Corea del Sud
- 607th Air Operations Center, Osan AB, Corea del Sud
- 607th Air Support Operations Group
  -  607th Air Control Squadron
  -  604th Air Support Operations Squadron, Camp Red Cloud, Corea del Sud, sostiene le operazioni di Controllo Aereo Tattico della 2nd Infantry Division
  -  607th Material Maintenance Squadron 
    - Detachment 1, K-2 Air Base, Taegu, Corea del Sud

  -  607th Support Squadron
  - 607th Weapon System Integration
  -  607th Weather Squadron, Yongsan, Corea del Sud